# William Grosvenor
William Percy Grosvenor (Dalston, Londres, 18 de juliol de 1869 – Hickling, Norfolk, 5 de juny de 1948) va ser un tirador anglès que va competir a començaments del segle xx.
El 1912 va prendre part en els Jocs Olímpics d'Estocolm, on disputà dues proves del programa de tir. Guanyà la medalla de plata en la competició de fossa olímpica per equips, mentre en la prova individual fou setzè.
Vuit anys més tard, als Jocs d'Anvers, fou quart en la prova de fossa olímpica per equips, i el 1924, a París, fou vuitè en la mateixa prova.